# アヤンダ・ンドゥラニ
アヤンダ・ンドゥラニ（Ayanda Ndulani、1994年4月4日 - ）は、南アフリカ共和国のプロボクサー。東ケープ州イースト・ロンドン出身。

## 来歴
2015年6月27日、プロデビュー。
2016年4月24日、ケンプトン・パークのエンペラーズ・パレスでディージェイ・クリエルと対戦し6回1-1（57-57、56-58、58-56）の判定で引き分けた。
2016年9月23日、ウムタタのOR・タンボ・ホールでンディコ・マガダザとWBFアフリカミニマム級王座決定戦を行い、12回1分39TKO勝ちを収め王座を獲得した。
2018年4月29日、ムダントセーンのインドア・スポーツ・センターでハンイソ・シコと東ケープ州ミニマム級王座決定戦を行い、10回判定勝ちを収め王座を獲得した。
2018年7月29日、イースト・ロンドンのオリエンタル・シアターでオリサ・マグシャとABUアフリカミニマム級王座決定戦を行い、12回判定勝ちを収め王座を獲得した。
2019年6月19日、ムダントセーンのインドア・スポーツ・センターでスパマンジャ・バレニとWBOアフリカミニマム級王座決定戦を行い、12回0-3（2者が112-116、111-118）の判定負けを喫し王座を獲得出来なかった。
2021年5月21日、故郷イースト・ロンドンのインターナショナル・コンベンション・センターで元IBF世界ミニマム級王者でIBF世界ミニマム級6位、IBO世界ミニマム級王者のヌコシナチ・ジョイと対戦。試合前の前評判はジョイの圧倒的有利と言われていた 。しかし前日にジョイが1回目で500gオーバーを計測し最終的に200gオーバーとなりIBOが設立して初めての現役王者の計量失格で初の試合前日に王座を剥奪されることとなり、ヌドゥラニが勝てば王座を獲得し、ジョイが勝てば空位のままでのルールで試合が行われヌドゥラニが4回1分31秒KO勝ちを収め王座を獲得した。

## 獲得タイトル
- WBFアフリカミニマム級王座
- 東ケープ州ミニマム級王座
- ABUアフリカミニマム級王座
- IBO世界ミニマム級王座